# Punta Piedra
Punta Piedra es un pequeño cabo localizado en la porción poniente del litoral norte de la península de Yucatán. Se encuentra 20°59′37″N 90°20′00″O / 20.99361, -90.33333 entre el puerto de Sisal y el puerto de Celestún, en el estado de Yucatán, México. 

## Puntas
En la Península de Yucatán el término Punta se utiliza para designar las formaciones que configuran el litoral. 

"Por su morfología es posible distinguir dos tipos de Puntas: los extremos del cordón litoral que señalan las entradas de mar hacia los esteros y, por otro lado, las salientes de tierra hacia el mar, sean arenosas o pétreas, y que marcan un cambio de dirección en el trazo de la línea del litoral".